# 1st United States Sharpshooters
Le 1er régiment de tireurs d'élite des États-Unis (1st U.S. Volunteer Sharpshooters Regiment, abrev. 1st U.S.V.S.R.) était un régiment d'infanterie qui servit dans l'armée régulière fédérale de l'armée de l'Union durant la Guerre civile américaine. Recrutés dès  septembre 1861 sous l'égide de Hiram Berdan, les volontaires du régiment furent employés comme infanterie légère ou chasseurs à pied, en éclairage voire comme franc-tireurs ; mais les « Berdan's Sharpshooters » demeurent célèbres comme tireurs de précision, la langue anglaise désignant du nom de sharpshooter, « fin tireur », puis par heureuse homonymie, « tireur au (fusil) Sharps », parfois écrit Sharp-shooter) un tireur d'élite, conjointement avec les termes marksman voire sniper. Dans ce rôle, les Sharpshooters visaient en priorité des cibles « de valeur », officiers ou artilleurs adverses. Leur caractéristique visible, outre l'utilisation du fusil Sharps moderne, précis et parfois amélioré d'une lunette de visée, est leur uniforme originel de teinte vert forêt distinct du bleu quasi-général porté par l'U.S. Army nordiste. 
Ce premier régiment de volontaires est entré en service actif à la fin du mois de novembre 1861. Durant leur service, ils combattirent dans la plupart des batailles de l’Est jusqu’à l’automne 1864.

## Création

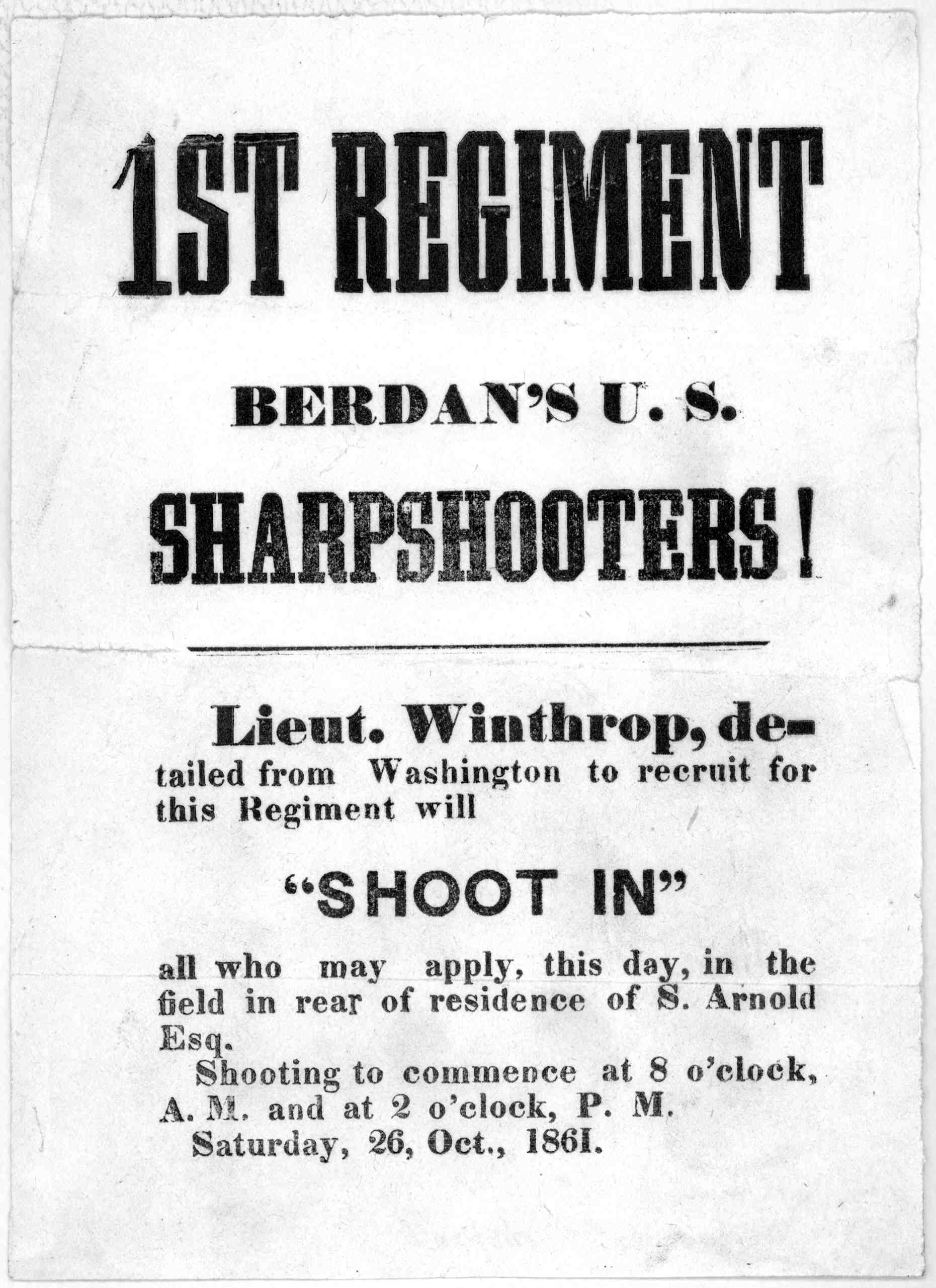

### Fondateur
Hiram C. Berdan est à l'origine des unités de tireurs d'élite nordistes. Ingénieur, inventeur (entre autres d'un fusil à répétition), il était également champion de tir au fusil. Le 30 novembre 1861, il est nommé colonel du 1er régiment de Sharpshooters, mais également du second.

### Recrutement
Les recrues volontaires devaient passer une épreuve de tir au fusil pour prétendre intégrer l'unité de Berdan : chaque homme devait pouvoir placer dix coups dans une cible de 25 cm de diamètre à 180 mètres de distance. Il pouvait choisir l'arme et la position de son choix pour le test. Le candidat devait posséder une vision et des nerfs sûrs, et beaucoup d’entraînement et d’habileté au fusil. Il fallait de plus savoir estimer la distance à la cible et déterminer la trajectoire balistique du projectile.
Il est à noter que ce recrutement se fondait sur l'expérience civile d'avant-guerre, dans un milieu rural de frontiersmen et autres chasseurs, comme pour les « Bucktails » pennsylvaniens, mais également parmi les tireurs sportifs : Berdan recrute initialement dans sa ville natale de New-York.

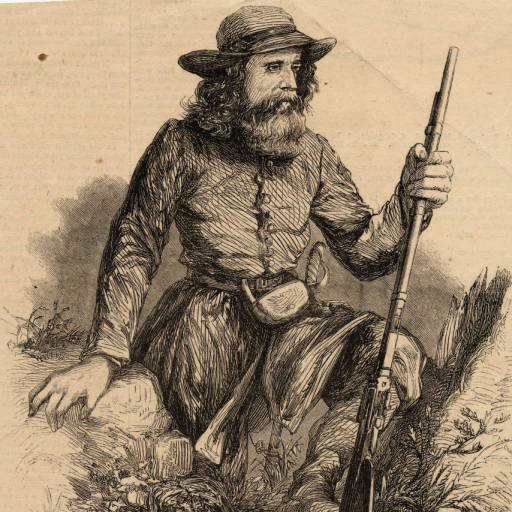
Représentation de « California Joe », sharpshooter célèbre de la compagnie C. Il est considéré comme celui qui introduisit le fusil Sharps dans le régiment.

### Composition

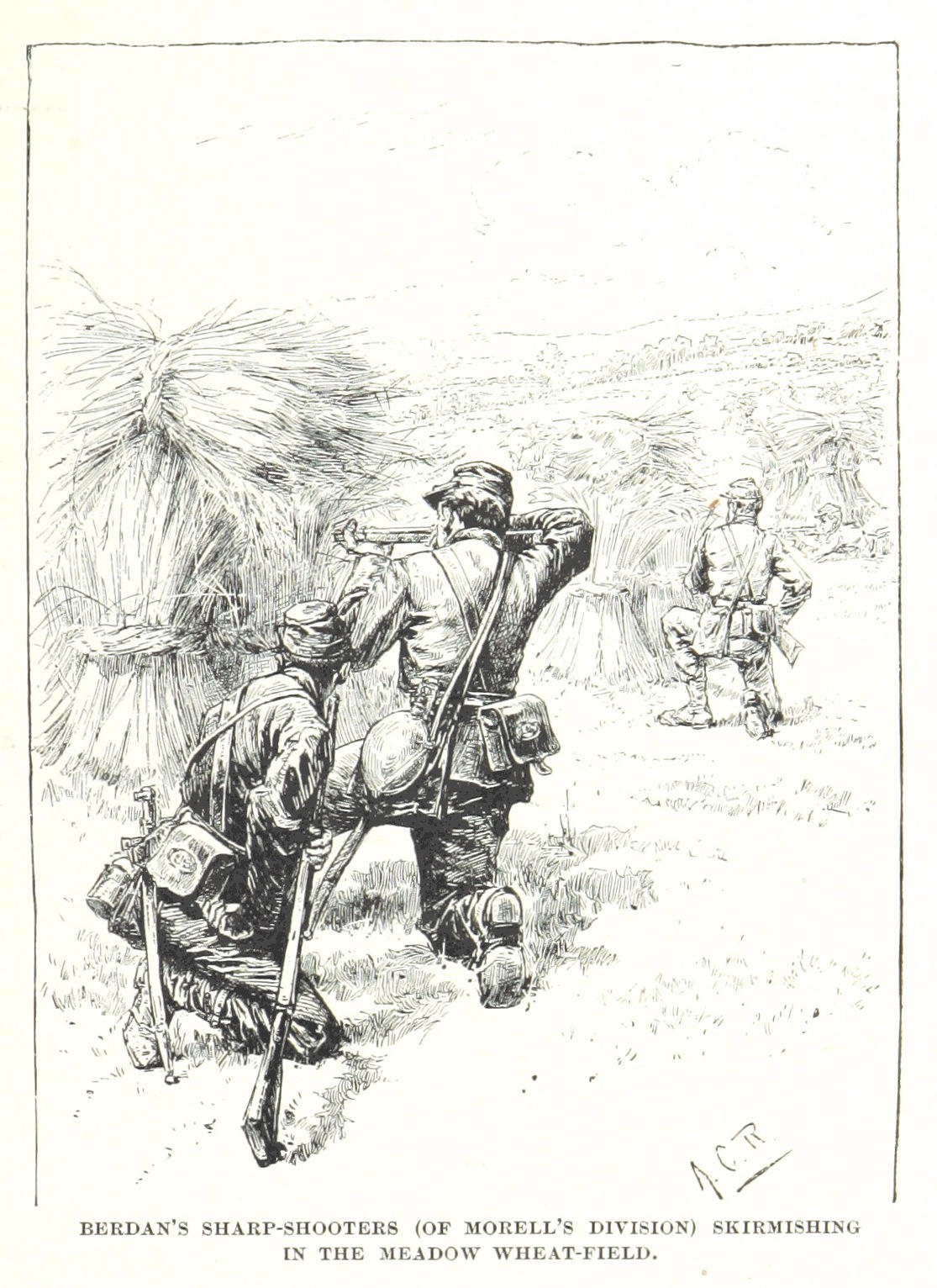
Sharpshooters en escarmouche.

Durant la guerre civile, les régiments étaient généralement composés de soldats venant d'un même état (l'Armée des États-Unis étaient alors composées à 97 % de volontaires). Mais en raison des qualifications strictes et des compétences spéciales requises pour devenir membre des Sharpshooters, le régiment était constitué de compagnies recrutées dans différents États de l'Union. Outre les quelques régiments réguliers (professionnels) de l'Armée des États-Unis, les premier et second Sharpshooters étaient parmi les rares unités d'infanterie, volontaires, intégrées dans l'Armée fédérale, avec les « Galvanized Yankees (en) » anciens prisonniers sudistes et surtout les « Colored troops ». 
Compagnies du régiment, notées "A, B, C, D, E, F, G, H, I, K" :
- Les compagnies "A", "D" et "H" furent recrutées à New York, en septembre 1861.
- La compagnie "B" fut organisée à Albany, New York, en septembre 1861.
- Compagnie "C" dans le Michigan le 21 août 1861.
- Compagnie "E" au New Hampshire le 9 septembre 1861.
- Compagnie "F" dans le Vermont le 13 septembre 1861.
- Compagnie "G" (en) dans le Wisconsin le 23 septembre 1861.
- Compagnie "I" dans le Michigan le 4 mars 1862.
- Compagnie "K", également dans le Michigan le 30 mars 1862[3].

Le régiment fut dissous et amalgamé au 2nd United States Sharpshooters le 31 décembre 1864. Le 20 février suivant, les compagnies furent reversées dans divers régiments de volontaires.

## Armement
Les hommes du régiment de tireurs d'élite étaient armés de divers types de fusils, dont le fusil à canon rayé Sharps, le fusil de précision Whitworth, des armes de sport ou de chasse appartenant à des particuliers et fabriquées sur mesure, mais également des fusils à répétition. Les armes personnelles entraînèrent rapidement des problèmes d'approvisionnement en munitions. En conséquence, Berdan demanda à ce que ses hommes reçoivent réglementairement des fusils Sharps à chargement par la culasse (permettant entre autres de tirer couché, position inadéquate pour le feu de ligne des mousquets mais utile pour les missions dévolues à l'unité). Précis jusqu'à 460 m environ, il était trois fois plus cher que le fusil Springfield standard, qui par ailleurs possédait une portée pratique proche (avec son canon rayé et sa balle Minié). Son avantage était une cadence de tir trois à quatre fois supérieure, due au chargement par la culasse. Ajouté au fait que de nombreux Sharpshooters étaient armés de fusils à répétition tels le Spencer ou le Colt 1855,, il apparaît qu'au-delà du tir de précision, c'est le volume de feu délivré par un petit groupe de tireurs qui était privilégié. 
Berdan choisit ainsi le fusil Sharps principalement en raison de sa rapidité de chargement par la culasse et de sa bonne précision à longue distance. Mais le lieutenant-général Winfield Scott rejeta la demande de Berdan, craignant que ce fusil à tir rapide n'entraîne un gaspillage de munitions. Berdan s'adressa alors directement à Abraham Lincoln.  Après que le président ait assisté à une démonstration de tir par Berdan (tireur de renommée internationale), il ordonna de fournir immédiatement le fusil Sharps aux deux régiments de tireurs d'élite. Cela fut effectif le 8 mai 1862.
Quelques tireurs étaient également pourvu de lunettes de tir, rudimentaires et lourdes, utiles en particulier lors des sièges (elles furent employées pour la première fois lors du siège de Sébastopol, presque dix ans auparavant), et même semble-t-il de crochets de bucheron pour grimper aux arbres,.

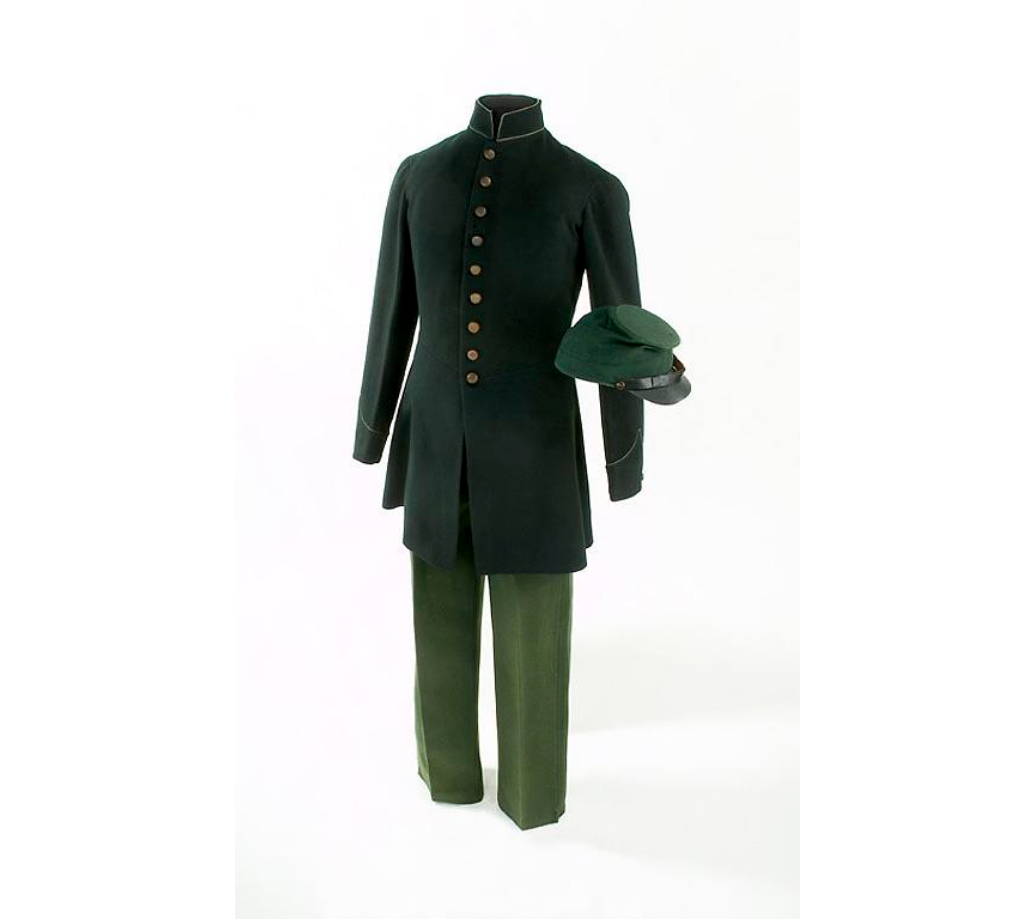
Uniforme classique des Sharpshooters.

## Uniforme
L'aspect le plus notable de l'uniforme des Sharpshooters de Berdan est la couleur verte, plutôt que le bleu standard des uniformes nordistes. Celle-ci conférait certes aux tireurs d'élite l'avantage évident du camouflage, mais pouvait constituer également un inconvénient, car ils étaient faciles à distinguer des autres soldats de l'Union par les tireurs confédérés ; ils devenaient des cibles prioritaires, car dangereux et pourvus d'un bon équipement récupérable. L'uniforme vert, inspiré de l'infanterie légère britannique (« Green Jacket ») ou des jäger allemands et qui participa de leur célébrité, ne devait en principe pas utiliser de bouton de cuivre, trop réfléchissant. Leurs chaussures étaient du modèle standard de l'Union, avec guêtres, et leurs pantalons étaient en laine verte (bleu pâle au début du conflit), à l'instar des redingotes. Le képi vert semble avoir été agrémenté, du moins les premiers temps, d'une plume noire. En outre, les sacs à dos étaient en fourrure sur un cadre en bois, par opposition à la toile goudronnée habituelle.
Cependant, au cours de la guerre, les vêtements usés finirent par ne plus être fournis et furent remplacés par les tenues fédérales, ce qui du moins conférait l'anonymat aux troupiers d'élite dans un combat en milieu ouvert. Durant la campagne de Gettysburg, la plupart des hommes portaient des uniformes bleus modifiés.

## Service et pertes
Le premier combat d'escarmouche eut lieu le 27 septembre 1861, pour la défense de la capitale. Puis le régiment est rapatrié en camp d'instruction à Washington, où les civils assistent au spectacle de leur habilité au tir,. Il est ensuite assigné à l'Armée du Potomac. Le régiment participera à soixante-cinq combats, en particulier dans les grandes batailles listées ci-dessus. Le dernier eut lieu à Four-Mile Creek, à la mi-août 1864. À ce moment, les termes de l'engagement (3 ans) libérèrent les premiers volontaires. À la fin de l'année, ceux qui restaient ou se réengageaient formèrent un unique bataillon ; Berdan lui-même quitta le service en janvier 1864, signant symboliquement la fin des « Berdan's Sharpshooters ». Les maigres effectifs furent transférés au second régiment en décembre, mais ce dernier fût lui-même dissous en février.

Dix officiers du régiment et 143 hommes furent tués au combat ou mortellement blessés, et un officier et 128 hommes sont morts de maladie, soit un total de 282 victimes.

Divers monuments commémorant les engagements de l'unité
Vicksburg, Mississippi.
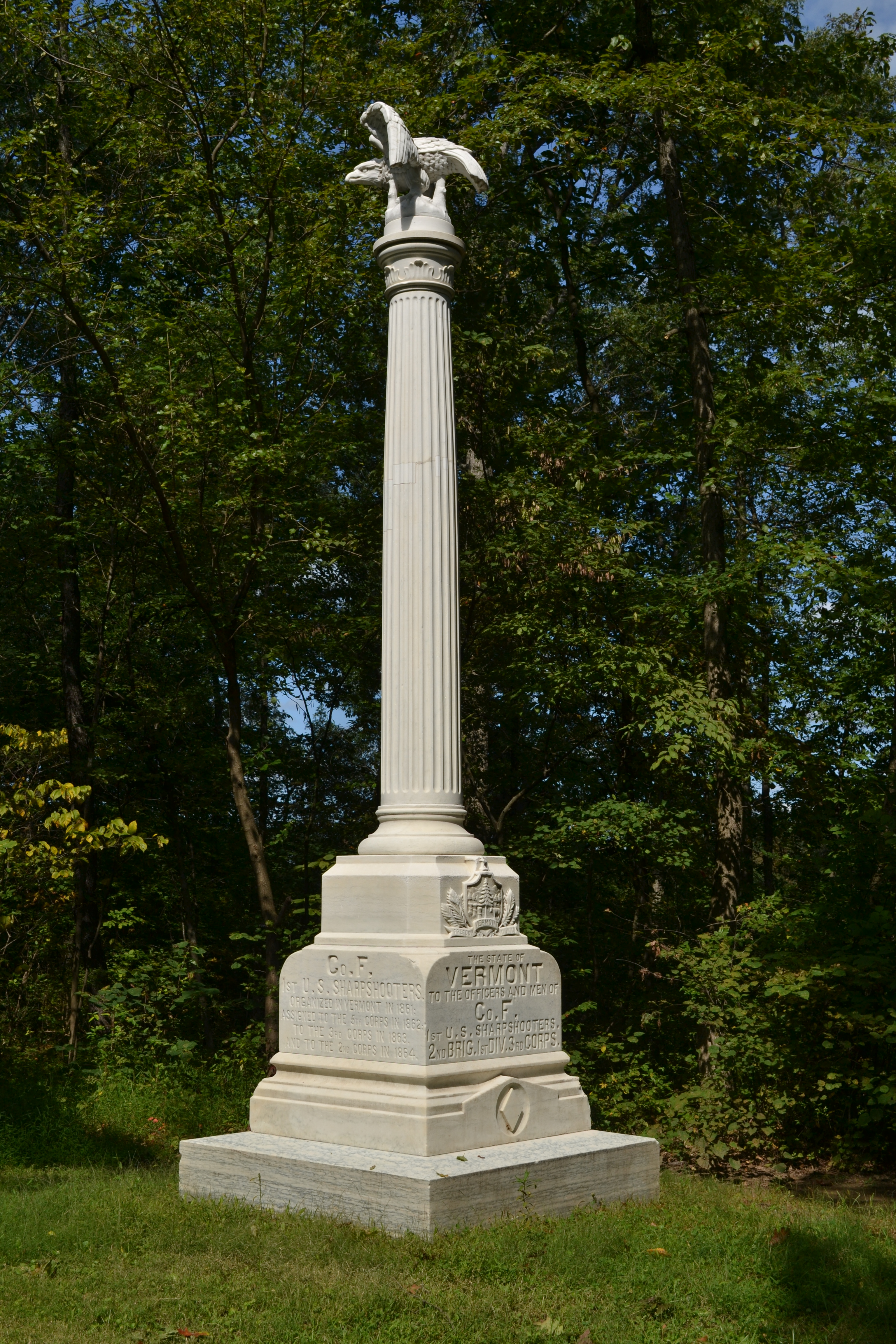
Gettysburg, hommage à la compagnie F du Vermont.
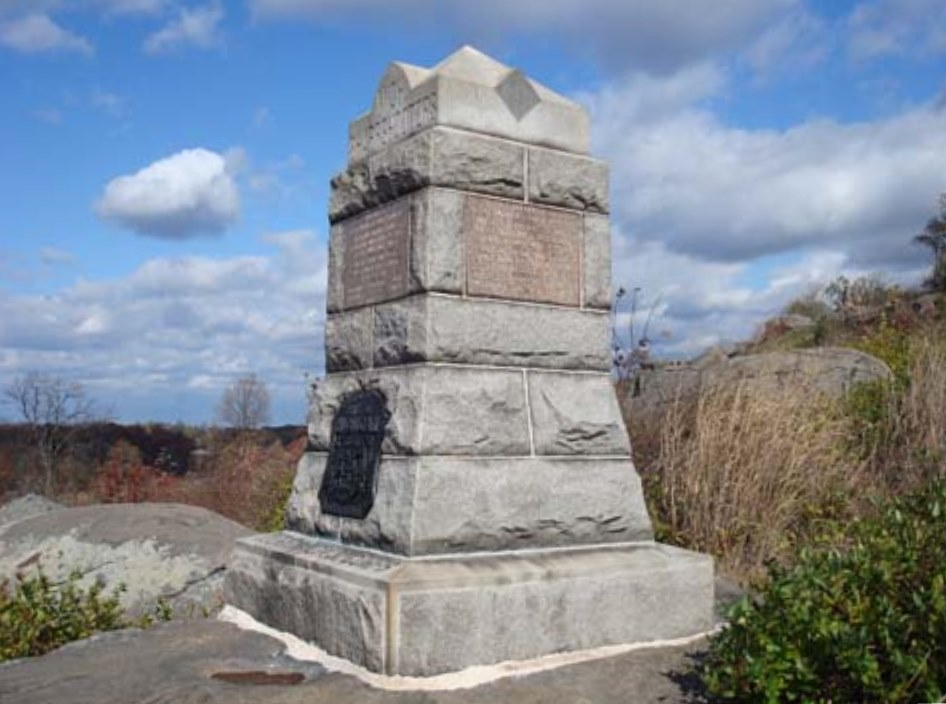
Little Round Top, Gettysburg.
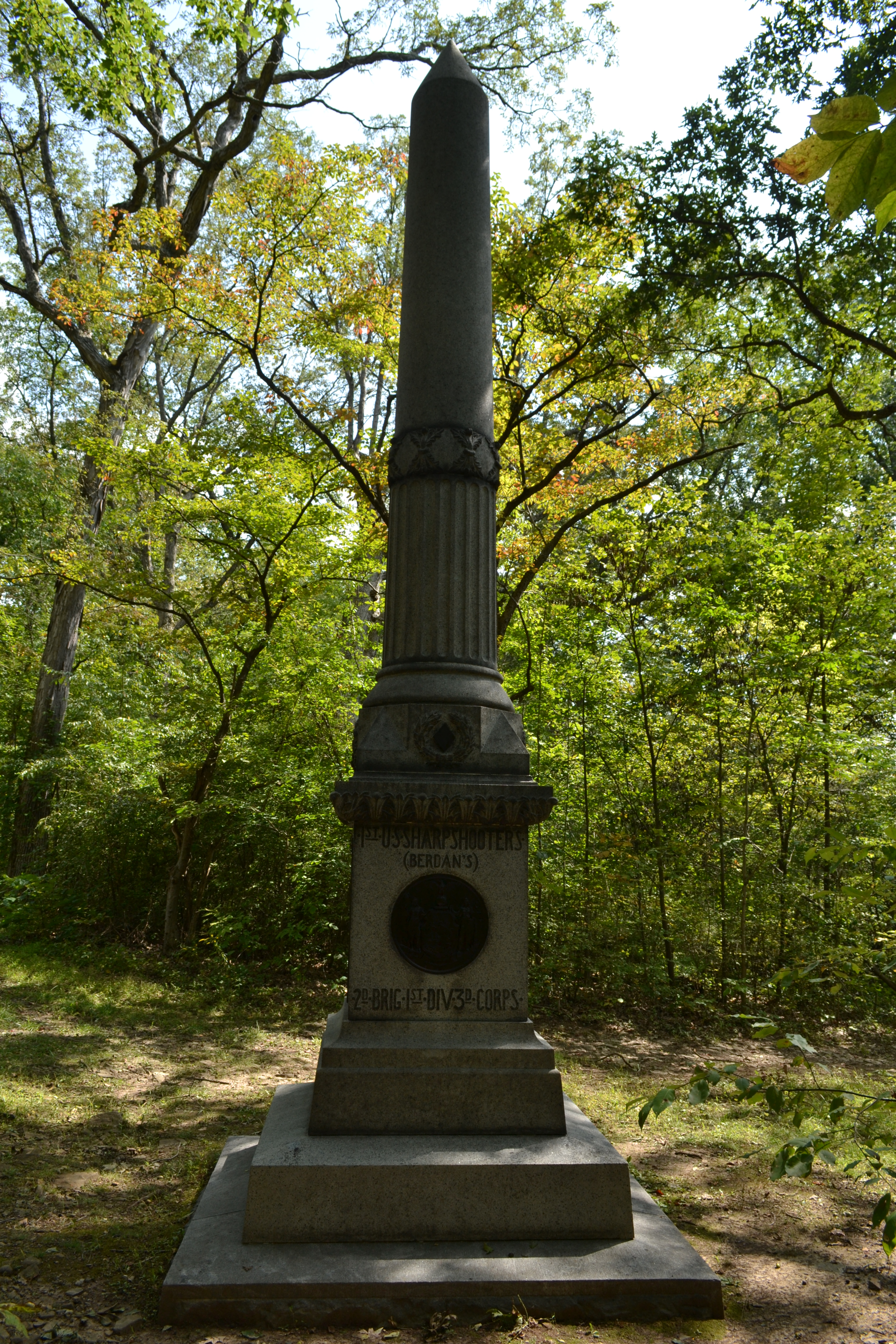
Gettysburg. Le monument mentionne : 2e brigade, 1er division, 3e corps.
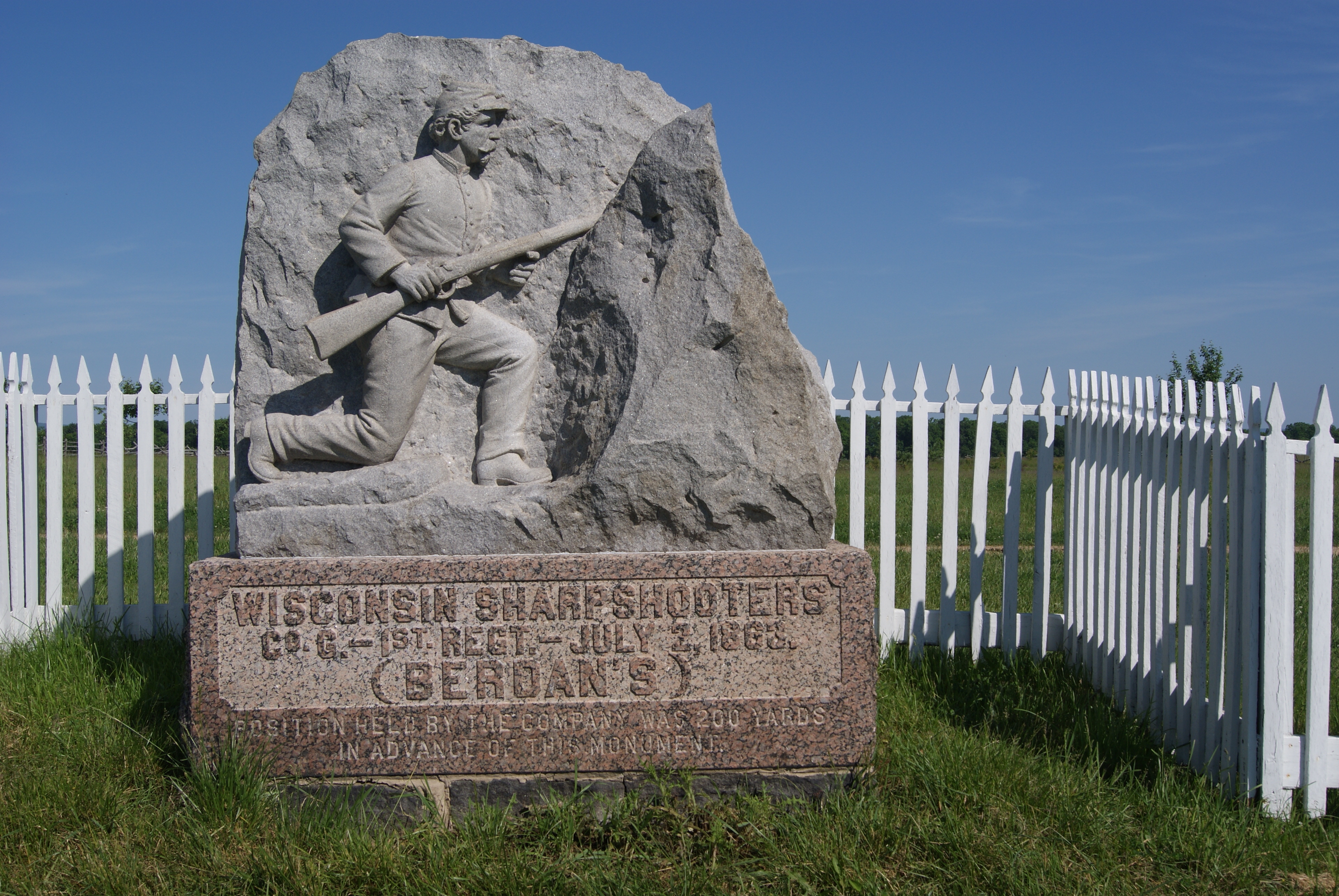
Gettysburg ; dédié à la compagnie G du Wisconsin.
Antietam National Cemetery

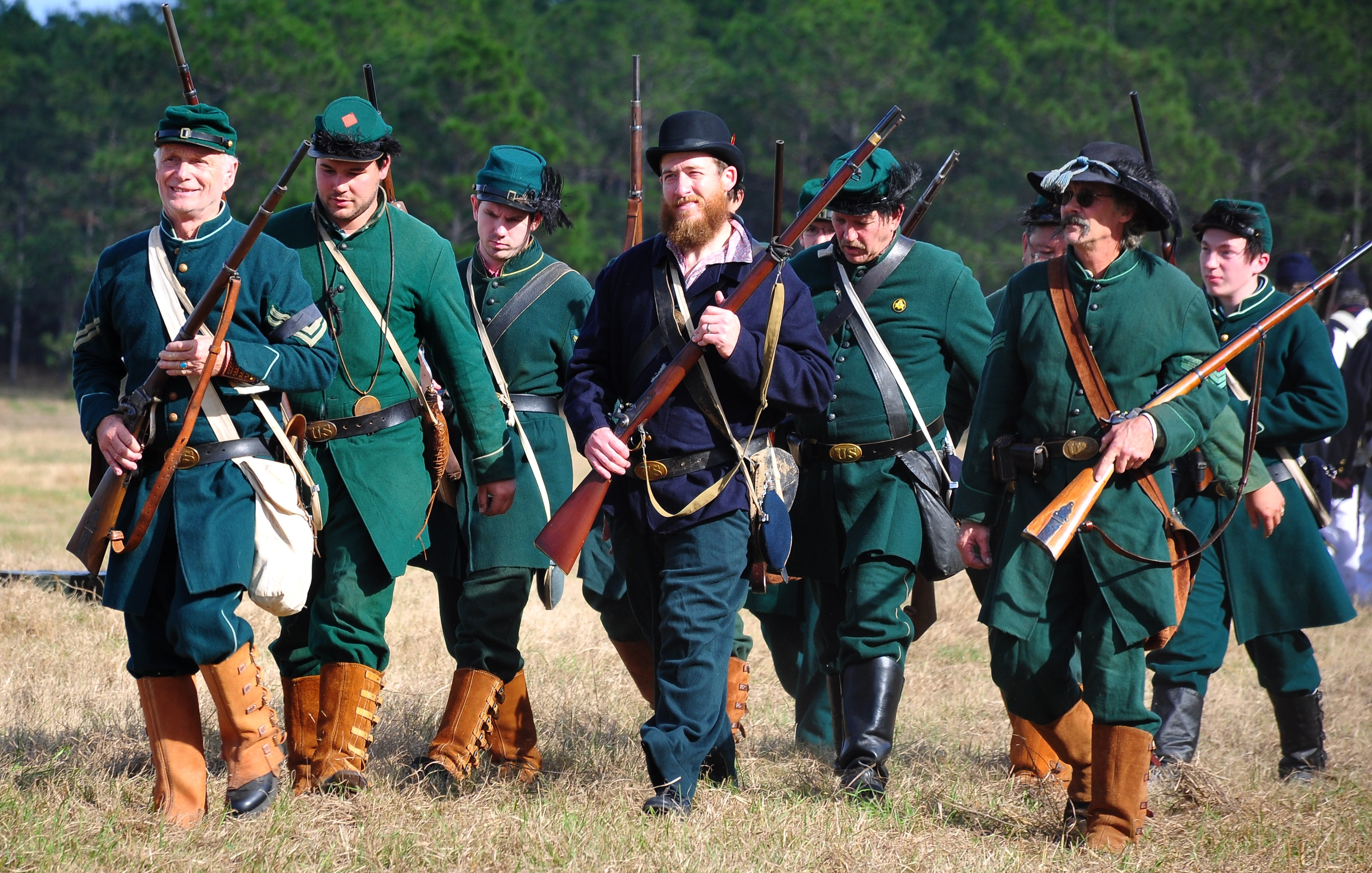
Cliché actuel de reconstituteurs du U.S. Sharpshooters, permettant d'apprécier la diversité des équipements au sein d'une même escouade.